# Vulturești (Suceava)
Vulturești is een Roemeense gemeente in het district Suceava.
Vulturești telt 3745 inwoners.